# Ziliujing

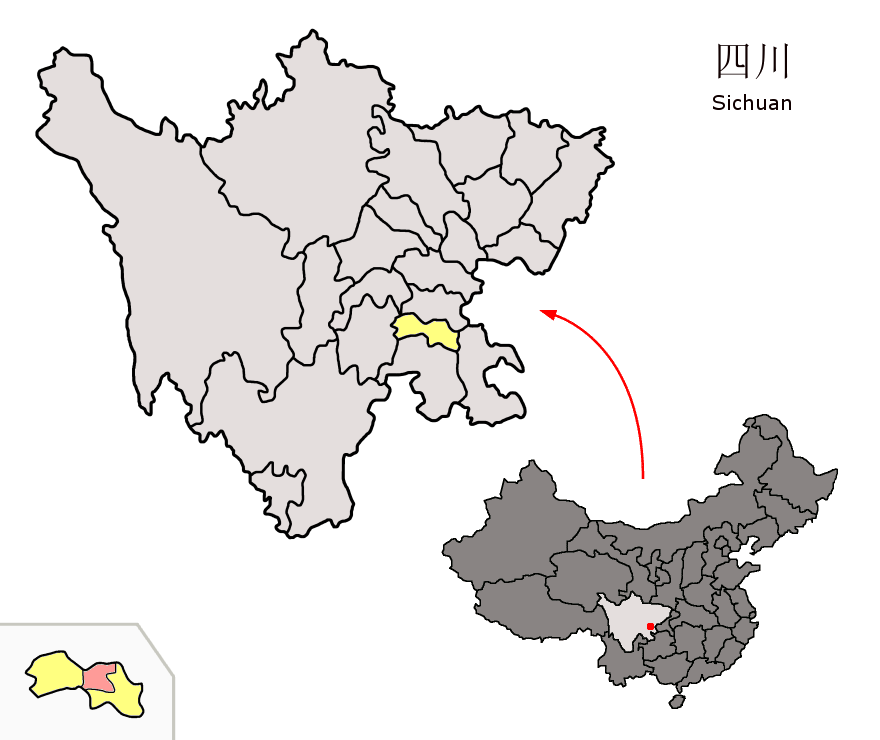
Lage der Stadtbezirke (rosa) der bezirksfreien Stadt Zigong (gelb) in Sichuan.

Der Stadtbezirk Ziliujing (chinesisch 自流井区, Pinyin Zìliújǐng Qū) ist ein Stadtbezirk der bezirksfreien Stadt Zigong in der chinesischen Provinz Sichuan. Er hat eine Fläche von 154,8 km² und zählt 481.981 Einwohner (Stand: Zensus 2020). Er ist das Zentrum und Sitz der Stadtregierung von Zigong und zuständig für 9 Unterbezirksämter und 3 Städte

## Lage
Ziliujing verbindet die Gemeinden Fenghuang und Heping im Bezirk Daan im Norden, die Gemeinden Changtu, Jianshe und Qiaotou im Bezirk Gongjing im Westen sowie die Gemeinden Weiping, Xinglong, Yongan, Fuquan und Gongjing im Bezirk Yantan im Südosten die Stadt Lianhua im Distrikt grenzt an den Landkreis Yibin, die Stadt Yibin, und der Hauptfluss im Gebiet ist der Fluss Fuxi.
Das Gebiet hat einen Bewaldungsanteil von 87 Prozent
Das Straßennetz ist gut ausgebaut und über eine Schnellstraße das Meer in südwestlicher Richtung erreichbar.

## Geschichte
Der Bezirk Ziliujing gehörte ursprünglich zum Landkreis Fushun. Im 28. Jahr der Republik China, 1939, wurde die Stadt aufgrund großer Salzvorkommen gegründet und nach mehrfacher Umwandlungen der Bezirkszugehörigkeit im März 1950 mit einem zweiten Bezirk zusammengelegt und erhielt 1953 seinen heutigen Namen. 1979 wurden der Ort in den Bezirk Da'an verlegt, und der Bezirk Ziliujing wurde ein reines Stadtgebiet.

## Geologie
Ziliujing hat reiche Vorkommen an Salz und Erdgas, aber auch Bor, Kalium, Jod, Lithium, Strontium, Rubidium und Cäsium. Das Salz wird mit Tiefbohrtechnik gefördert und als Brunnensalz 2006 zu einem nationalen immateriellen Kulturgut erklärt.

## Kultur
Im Jahr 2008 gab es auf dem Territorium 18 Kulturlandschaften nationaler, provinzieller und kommunaler Schutzeinheiten für Kulturdenkmäler. Die Xiqin-Gildenhalle, eine staatliche Einheit zum Schutz von Kulturrelikten, die aus der Qing-Dynastie stammen und sich über eine Fläche von 3.000 Quadratmetern erstrecken.
Das Landschafts- und Wasserschutzgebiet Feilongxia ist ein beliebter Aussichtspunkt des nationalen Natur-Ökotourismus. Es verfügt über die am besten erhaltenen natürlichen Ökotourismus-Ressourcen in einem Umkreis von 20 Quadratkilometern um das Stadtzentrum. Die gesamte Wassereservoirfläche beträgt 400 Quadratmeter.